# AGFO
AGFO (Agriculture-Food) startade 2017 som ett internt projekt på förlaget LRF Media med ambitionen att undersöka och bevaka framväxten av framtidens matsystem. Det ledde till skapandet av mediasajten https://agfo.se, ett nyhetsbrev AGFO Weekly och ett seminariekoncept kallat AGFO talks (se nedan). Under ledning av grundarna Lovisa Madås och Frida Jonson växte AGFO snabbt och blev en välkänd aktör i matsystemet. 2018 nominerades AGFO både till Livsmedelspriset  och Tidskriftspriset 

## Nätverket AGFO
Hösten 2021 rekryterades Anna Björnstad och Anders Engström till AGFO med målet att förvandla AGFO till ett nätverk för det svenska matsystemet. AGFO weekly gjordes om till ett månadsbrev "Omvärldskollen" som kom ut i två utgåvor: ett gratis och ett för medlemmar. AGFO talks fortsatte och kompletterades 2022 med live-konceptet AGFO trendkoll och åren 2023 och 2024 inleddes med livesändningen AGFO pepp som handlade om positiva trender i matsystemet. Medlemmar blev dessutom inbjudna till virtuella rundabordssamtal kallade AGFO confab.
När nätverket peakade låg medlemsantalet på runt 200 företag och organisationer.

## AGFO Talks
Under åren har AGFO utvecklat och avvecklat en mängd olika koncept, men det mest långlivade, och framgångsrika är nog seminarieserien AGFO talks om aktuella ämnen i matsystemet. Dessa har ägt rum på plats och sänts live på webben. 2023-2025 hölls fyra seminarium i en ny serie kallad AGFO Transformation med fokus på ny forskning i matsystemet. Här en lista på AGFO talks och AGFO transformation mellan 2018 och 2025:
| Talks nr: | När:           | Titel:                                                                                    | Youtubelänk:                                                 |
| --------- | -------------- | ----------------------------------------------------------------------------------------- | ------------------------------------------------------------ |
| 1         | februari 2018  | Hur handlar vi maten i framtiden?                                                         | https://youtu.be/v9buZQ9I3Nk?si=_SPk9MkWhIljjM2D             |
| 2         | mars 2018      | Vilken mat behöver vi?                                                                    | https://youtu.be/qXa8fsvvkeo?si=H44Qg5TzJBrVFS40             |
| 3         | april 2018     | Åkern, labbet, källaren – hur produceras maten i framtiden?                               | https://youtu.be/GJhS1gjSKSQ?si=m34fPSforKs8hu9z             |
| 4         | maj 2018       | Hur förändras maten?                                                                      | https://youtu.be/QCZUcrykaos?si=MDnS4tzeOY8YG4N-             |
| 5         | augusti 2018   | Hur väljer vi maten?                                                                      | https://youtu.be/vRz3aTlIvgw?si=ddUA3KnoAaB5S88C             |
| 6         | september 2018 | Hur kan innovation skapa ett hållbart matsystem?                                          | https://youtu.be/mNpA4kqJKk4?si=APO62oCwUcRYWg2w             |
| 7         | oktober 2018   | Vad hindrar svensk matinnovation?                                                         | https://youtu.be/GjXOsi5RmNY?si=P5-GzgG2G7Ou-7zJ             |
| 8         | november 2018  | Storföretagen + startups = sant?                                                          | https://youtu.be/b-z9ZsrmL98?si=DtdP9zkjCduhyqtf             |
| 9         | mars 2019      | Cirkulär matproduktion – utopi eller framtid?                                             | https://youtu.be/FmnQ4HxILDg?si=VBWb54Lz2ZWnZIGg             |
| 10        | april 2019     | Regenerativt jordbruk – nästa jordbruksrevolution?                                        | https://youtu.be/EEictrbDV_8?si=X6QgwE1Ycbo7ugh1             |
| 11        | september 2019 | Hur räddar vi det dolda matsvinnet?                                                       | https://youtu.be/9TZHjVfba04?si=m9Uox8pRQwnuW3UJ             |
| 12        | november 2019  | Hur mycket får hållbar mat kosta?                                                         | https://youtu.be/iEyR4hN6oOY?si=DaZ4ISIzqjL2XFrA             |
| 13        | april 2020     | Jakten på svenskt växtbaserat protein                                                     | https://youtu.be/NP0Ft-izJx0?si=glXWrrh6bybZsCtb             |
| 14        | maj 2020       | Lokalproducerad mat – hype eller framtiden?                                               | https://www.youtube.com/live/7NZfCyHxC9E?si=NFaydMR-hG9PzUZI |
| 15        | september 2020 | Fossilfria förpackningar – utopi eller inom räckhåll?                                     | https://www.youtube.com/live/7FEJMk4SNqo?si=6tANYEuBaGoANyMO |
| 16        | november 2020  | Kolinlagring som ny affärsmodell – rätt väg framåt?                                       | https://www.youtube.com/live/vw1vZD29uVo?si=4qSe2rzusDcTesL9 |
| 17        | mars 2021      | Hur påverkar klimatförändringarna framtidens tallrik                                      | https://www.youtube.com/live/KksdaOGF6S4?si=ZREcnHTTLdPELYS9 |
| 18        | maj 2021       | Morgondagens investeringar                                                                | https://www.youtube.com/live/JIDw8ZzN6Sc?si=k-UPdtkbwlhQ-dHG |
| 19        | november 2021  | Från svinn till vinn – morgondagens upcyclade produkter                                   | https://youtu.be/PmSbTPXsn7w?si=3AyF_BVvnV-843DF             |
| 20        | december 2021  | Fisk, alger, mittemellan - vad är framtidens sjömat?                                      | https://youtu.be/arC_b4omWZ8?si=0O0KlSNZoypnDpTy             |
| 21        | mars 2022      | Hur säkras rätt näring i framtidens matsystem                                             | https://youtu.be/b1x4mGIc0ZA?si=PaLtVwOi1KJHKjs_             |
| 22        | juni 2022      | Mat utan bonde – om cellodling och de nya fermenteringsteknikerna.                        | https://youtu.be/m1R8uYXNU4s?si=TMW6_ygaI_QV0CYU             |
| 23        | oktober 2022   | Framtidens gödsel: Hur boostar vi våra grödor i framtiden?                                | https://youtu.be/TjlnQe1dj4U?si=P7TkdJV94CBzp5v4             |
| 24        | december 2022  | Framtidens matsystem: Nya affärsmodeller                                                  | https://youtu.be/G7fFW6i5nPo?si=fS5yYY_gWyX5PCvL             |
| 25        | mars 2023      | Kan AI rädda matsystemet?                                                                 | https://youtu.be/AK-OLhSoDRQ?si=eGpEz20t8pS8D073             |
| 26        | juni 2023      | Regenerativt jordbruk: Hype eller frälsning?                                              | https://youtu.be/QukfYJnSLek?si=90QLMJgRYFaKJZ9s             |
| -         | september 2023 | AGFO transformation: Rött kött vs växtbaserade alternativ– med fokus på näring och hälsa? | https://youtu.be/5JRPhlbKOLw?si=pFwRTwVGbD5VyupU             |
| -         | mars 2024      | AGFO transformation:Hållbart jordbruk = giftfritt jordbruk. Eller?                        | https://youtu.be/Eq0Yyhcc9LE?si=Vvk1uegc0qHeKpnj             |
| 27        | juni 2024      | Biologisk mångfald och mat – snart lika het som klimatfrågan                              | https://youtu.be/7skZc-5HpPA?si=C_XHNF3MCuHoAVG1             |
| -         | september 2024 | AGFO transformation: Hur skapar vi business av cirkularitet och restströmmar?             | https://youtu.be/QlD7lkDPIGg?si=iyrhE8fxXhPAx70Z             |
| -         | mars 2025      | Framtidens sjömat – så bygger vi ett hållbart svenskt vattenbruk (och slår Norge)         | https://youtu.be/N-zqqm3kUi0?si=iqeneokIQtTgar2B             |
| 28        | maj 2025       | Vatten – från självklar resurs till dyrbar vara?                                          | https://youtu.be/freLeepk-oA?si=50gOsTrgOglwFN59             |